# Louis Aleman
Louis Aleman o Alemand (in latino Ludovicus Alamannus o Alamandus, talvolta italianizzato in Ludovico Alemanno; Arbent, 1390 circa – Salon-de-Provence, 16 settembre 1450) è stato un cardinale e arcivescovo cattolico francese, venerato come beato dalla Chiesa cattolica. Durante il concilio di Basilea fu uno dei maggiori sostenitori dell'elezione dell'antipapa Felice V, motivo per cui fu scomunicato tra il 1440 e il 1449, quando favorì la ricomposizione dello scisma.

## Biografia
Louis Aleman nacque da una famiglia nobile ad Arbent nel 1390 (altre fonti indicano il 1380 e il 1381). Avviato già in età precoce alla carriera ecclesiastica, grazie all'influenza del suo parente François de Conzié, ciambellano del papa, divenne rapidamente un personaggio importante nella Chiesa francese.
Venne nominato vescovo di Maguelonne nel 1418 (secondo altri nel 1419), da papa Martino V, che lo incaricò di missioni delicate, come ad esempio, la missione a Pavia per il Concilio convocato nel 1423.
Nel dicembre 1423 venne nominato arcivescovo di Arles e nel 1425 fu inviato a Bologna come legato pontificio; nella città emiliana a lui furono dovuti l'ampliamento in stile gotico del Palazzo d'Accursio (affidato a Fioravante Fioravanti) e la realizzazione della Porta Magna della Basilica di San Petronio (affidata a Jacopo della Quercia). Nel 1426 fu elevato alla porpora cardinalizia, ricevendo il titolo di Santa Cecilia. Durante il suo mandato bolognese entrò in contrasto, come diversi suoi predecessori, con la famiglia dei Canetoli (avversari storici del Bentivoglio) i quali, dopo avergli messo contro parte della popolazione locale, lo sequestrarono nell'agosto del 1428 e lo costrinsero a lasciare la città.
Dal 1436 iniziò a ricoprire un ruolo importante al Concilio di Basilea (1431-1449). Divenne così un membro influente di questa assemblea che capeggiava, assieme al cardinale Giuliano Cesarini, il partito dei cardinali che sostenevano la superiorità del Concilio sull'autorità del papa. Il 14 febbraio 1438, il cardinale Louis Aleman venne eletto presidente del Concilio, ma il giorno seguente il Papa lanciò l'anatema contro tutte le decisioni prese dallo stesso.
L'Aleman ottenne il sostegno dell'imperatore Sigismondo I e del duca di Milano. In seguito a ciò, in data 25 giugno 1439, il Concilio depose papa Eugenio IV e in novembre venne eletto Amedeo VIII, duca di Savoia, conosciuto in seguito come antipapa Felice V, provocando un nuovo scisma. Fu lo stesso Aleman a consacrare vescovo il neoeletto.
Papa Eugenio IV reagì scomunicando l'antipapa e privando Louis Aleman di tutte le cariche ecclesiastiche. Così, l'Aleman non partecipò, nel 1448, alla traslazione delle reliquie di santa Maria Jacobé e santa Maria Salomé alla chiesa di Saintes-Maries-de-la-Mer, quando questa comunità era sotto la giurisdizione della diocesi di Arles.
Finalmente, allo scopo di porre fine allo scisma, Felice V abdicò in un'assemblea episcopale tenuta a Lione nel 1449, su consiglio dell'ex arcivescovo di Arles. Il nuovo papa Niccolò V, che succedette a Eugenio nel 1447, restituì a Louis Aleman tutti i suoi titoli e lo nominò legato in Germania nel 1449.
Al suo ritorno, l'Aleman si ritirò ad Arles dove si consacrò con zelo all'istruzione del clero. Il 16 settembre 1450 morì di peste a Salon-de-Provence nel castello di famiglia e fu seppellito nella cattedrale arlesiana.

## Venerazione
Sin da poco dopo la sua morte, Louis Aleman divenne oggetto della venerazione popolare e la sua tomba meta di pellegrinaggio; il suo culto fu particolarmente favorito dai francescani locali e nel corso degli anni gli furono attribuiti diversi miracoli. Meno di un secolo dopo, il 9 aprile 1527, fu solennemente beatificato da papa Clemente VII.
La sua figura, per l'importante ruolo svolto all'interno del movimento conciliarista, fu successivamente riscoperta nel XVII secolo dai sostenitori del gallicanesimo, che ne fecero un simbolo delle aspirazione autonomistiche della Chiesa francese dall'autorità papale.

## Genealogia episcopale e successione apostolica
La genealogia episcopale è:
- Cardinale Jean Allarmet de Brogny
- Papa Martino V
- Cardinale Louis Aleman

La successione apostolica è:
- Antipapa Felice V (1440)